# Moly.hu
A Moly.hu egy magyar könyves közösségi oldal; alapítója Nagy Bence tipográfus, újságíró.
A regisztrált felhasználók saját korábbi olvasmányaikat csoportosíthatják, értékeléseket, idézeteket írhatnak könyvekről, váró- és kívánságlistákat állíthatnak össze, polcokra rendezhetnek könyveket. Szintén bármely regisztrált felhasználó feltölthet az adatbázisban még nem szereplő könyveket, könyvborítókat, fülszövegeket.
A portál ugyanakkor naponta összesíti az interneten megjelenő, a könyvkiadással, könyvterjesztéssel, irodalommal kapcsolatos híreket, blogbejegyzéseket, információkat, és kommunikációs felülete révén többfajta lehetőséget biztosít az eszmecserére (pl. témák, karcok).
Az adatállomány folyamatosan bővül, 2021 áprilisában több mint 445 ezer könyv, 115 000 könyvborító, 77 000 fülszöveg szerepel az adatbázisban. A mintegy 270 ezer tag több mint 8 500 000 korábbi olvasást regisztrált.

## Felépítése
A Moly egy könyves közösségi oldal, amelybe a felhasználók feltölthetik a különböző könyveiket, jelölhetik azok olvasási idejét, és értékelhetik őket. Vezethetik egy várólistán azokat a könyveket, amelyeket el szeretnének olvasni, továbbá egy kívánságlistán azokat a könyveket, amelyeket meg akarnak vásárolni. Az egyes könyvek adatlapjain kívül léteznek ún. zónák, ahol a felhasználók általánosságban könyvekkel kapcsolatos témákat beszélhetnek meg. A magánszemélyek mellett az egyes kiadóknak és szervezeteknek is lehetőségük van regisztrálni; több kiadó is az olvasóival történő kommunikációra használja a Moly felületét.
A Moly.hu egyik célja, hogy valamennyi könyvet jelölni lehessen, amelyet a magyar olvasóközönség elér. Ezért az egyes könyvekhez adatlapok tartoznak, amelyeken feltüntetik többek között az egyes kiadásokat, a könyvhöz tartozó ISBN-számot és a könyv borítóját is. (A közösségi funkciók mellett ez különbözteti meg az oldalt egy hagyományos katalógustól).

### Könyv- és alkotóértékelések
A Molyon az egyes könyveket és alkotókat kilencfokú (feles beosztású, féltől 5 csillagig terjedő) skálán lehet értékelni. Az értékelések lehetnek csak csillaggal ellátottak és csak szövegesek is. Ezeket a Moly.hu felhasználói megjelölhetik mint nekik tetsző értékelést, hasonlóan a Facebook „tetszik” (lájk) gombjához. Az egyes könyvek adatlapján megjelennek azok az értékelések, amelyek a legtöbb tetszik jelölést kapták a Moly többi felhasználójától; ezek lesznek az ún. kiemelt értékelések. Ezek közé azok az értékelések kerülhetnek, amelyek nem tartalmaznak cselekményleírást, és legalább 3 csillagot kaptak, illetve bejelentkezett felhasználóknak legfelül a figyeltek értékelései jelennek meg (a funkció testreszabható).

### Listák és polcok
Az oldalon a felhasználók összeállíthatnak könyves listákat, amelyek segítségével nyomon lehet követni, hogy az adott listából a felhasználó mennyit olvasott. Ezek jellemzően tematikus gyűjtések, például az adott év egy meghatározott szegmensében megjelenő alkotások listája. De készült lista például A Nagy Könyv című műsor kapcsán, valamint a Molyon születik az éves fantasztikus irodalmat összegyűjtő SFF Vektor is.

### Zónák és karcok
A Molynak saját terminológiája van. Az egyes topikokat vagy fórumokat zónának nevezi, ezeken belül a szöveges vagy képes tartalmakat karcoknak. A karcok alatt nemcsak a zónákban tett megjegyzéseket értik az oldal felhasználói, hanem bármilyen hozzászólást, amelyet az oldalon tettek. Az egyes karcokat csillaggal lehet kedvencnek jelölni, hasonlóan a Facebook rendszeréhez. A legnépszerűbb aktuális karcok a Moly.hu főoldaláról közvetlenül elérhetők. Karcokat a zónákon kívül is létre lehet hozni.

### Utazókönyvek
A Molyon lehetőség van ún. utazókönyvek indítására. E könyveket a tulajdonosuk kölcsönadja egy másik regisztrált felhasználónak, aki továbbadja egy harmadiknak. A könyv így több emberen keresztül jut végül vissza a tulajdonosához. A Moly.hu felületén ezeket az utazókönyveket a felhasználók adminisztrálni tudják.

### Hírek
A Moly.hu korábban hírt adott a legfrissebb könyves és irodalmi vonatkozású hazai és külföldi eseményekről, így a különböző díjakról, megjelenésekről vagy halálesetekről is. 2023 februárjában ez a funkció megszűnt.

### Észlelések
A felhasználók vezethetik azokat a könyveket, amelyeket másoknál láttak például a tömegközlekedésen vagy a munkahelyükön. Ezek az észlelések megjelennek mindenkinél értesítés formájában, akik éppen olvassák a megjelölt könyvet. Gyakran előfordul, hogy az észlelt olvasó szintén a Moly regisztrált felhasználója.

### Események
A felhasználók, valamint a regisztrált szervezetek (kiadók, könyvtárak stb.) könyvekkel kapcsolatos eseményeket is létrehozhatnak, például író-olvasó találkozók, dedikálások, könyvvásárok alkalmával. De sokáig a Molyon szerveződött a felhasználók által szervezett havi Molyklub is.

## Merítés-díj
A Moly.hu ad otthont Magyarország egyik legismertebb olvasói díjának. A Merítés-díjat 2015-ben alapították, és a Moly.hu aktív tagjaiból megválasztott zsűri által összeállított tízes listákra lehet szavazni. A díj először egyetlen kategóriával, a fikciós szépprózával indult, de azóta kiegészült gyermekirodalommal, ifjúsági irodalommal és lírával. A zsűri és a Moly.hu felhasználói is szavaznak; előbbi a szakmai, utóbbi a közönségdíjas alkotásokat dönti el. A díjat olyan alkotók is elnyerték, mint Dragomán György, Závada Pál, Bartis Attila, Grecsó Krisztián, Krasznahorkai László, Krusovszky Dénes, Garaczi László vagy Vida Gábor.

## Ellentmondások az oldal működésének gyakorlata körül
2019 augusztusában váratlan botrány tört ki az oldalon. Az ezt megelőző hónap végén az oldal adminisztrátorai felfüggesztették az egyik írót és a kiadóját, miután az oldal szabályzatát áthágta, és több felhasználót perrel fenyegetett meg. A Moly.hu adminisztrátorainak állásfoglalása szerint azonban nemcsak az író hibázott, hanem a vele vitába szállók is olyan magatartást tanúsítottak, amely a Moly.hu jó ügyfelekről alkotott elképzelésébe nem fértek bele. Ezt követően augusztus végén az oldal két lépcsőben szigorú szabályozást vezetett be. A felhasználók egy része kifogásolta a változtatásokat; velük szemben az adminisztrátorok az oldal szabályzatának megfelelő szigorral léptek fel, amelynek egyik hatásaként a „süti” szót tartalmazó hozzászólásokat, mémeket és más Moly.hu-s tartalmakat a megjelenésük után azonnal töröltek az oldalról. Az intézkedéseket követően több, az oldalon sokak által követett aktív felhasználó úgy döntött, hogy nem ír többet értékeléseket és hozzászólásokat az oldalra.